# Ampelocissus gracilipes
Ampelocissus gracilipes là một loài thực vật hai lá mầm trong họ Nho. Loài này được Stapf miêu tả khoa học đầu tiên năm 1904.